# Armengol Engonga Ondó
Armengol Engonga Ondó (Evinayong, 26 de agosto de 1950) es un ingeniero técnico agrícola y político ecuatoguineano, presidente del Partido del Progreso de Guinea Ecuatorial desde el 26 de agosto de 2020, cuando Severo Moto traslada su deseo de retirarse de sus funciones públicas y políticas de forma irrevocable. Según los estatutos del partido es su vicepresidente quien sustituye al presidente en caso de vacante del cargo. La Comisión Permanente de la formación, máximo órgano entre congresos, refrendó el nombramiento de Armengol Engonga Ondo como presidente interino del Partido del Progreso el 11 de septiembre de 2020. Opositor al régimen de Teodoro Obiang Nguema, permanece exiliado en España.
Realizó sus estudios de ingeniería técnica agrícola (en la especialidad de agropecuaria) en Tenerife y luego en León.
Exiliado en España, entró en política en 1984 cuando, por intermediación del político Luis de Grandes, conoció al líder del Partido del Progreso de Guinea Ecuatorial Severo Moto Nsá, quien lo incluyó en su proyecto político. A partir de ese año y hasta su nombramiento como presidente interino, se desempeñó como vicepresidente del PPGE.
Desde 2003, Engonga Ondó se desempeña como vicepresidente del Gobierno de Guinea Ecuatorial en el exilio.